# Acordo Taft–Katsura
O Acordo Taft-Katsura (琉球列島米国民政府, Katsura-Tafuto Kyōtei), foi um conjunto de notas tomadas durante conversas entre o Secretário de Guerra dos Estados Unidos William Howard Taft e o Primeiro-ministro do Japão Katsura Tarō em 29 de julho de 1905. As notas foram descobertas em 1924; nunca houve um acordo assinado ou tratado secreto, apenas um memorando de uma conversa sobre as Relações entre Estados Unidos e Japão.
Alguns historiadores coreanos assumiram que, nas discussões, os Estados Unidos reconheceram a esfera de influência do Japão na Coreia, em troca, o Japão reconheceu a esfera de influência estadunidense nas Filipinas. No entanto, os historiadores estadunidenses examinaram os registros oficiais do relatório e nenhum acordo foi feito, ambos apenas discutiram os eventos atuais, mas não chegaram a uma nova política ou acordo. Ambos reafirmaram políticas bem conhecidas de seus próprios governos. De fato, Taft foi muito cuidadoso para indicar suas opiniões particulares, mas ele não era um representante oficial do governo dos EUA (Taft foi secretário de guerra, não de Estado).

## Detalhes
O Memorando Taft-Katsura (também comumente chamado de Acordo Taft–Katsura), consiste na reunião de notas contendo partes de uma longa conversa confidencial entre o primeiro-ministro japonês Katsura e o secretário de guerra Taft, realizada em Tóquio na manhã de 27 de julho de 1905. O memorando detalhado destas discussões foi arquivado em 29 de julho de 1905.
Três questões importantes foram discutidas durante a reunião:
- Primeiro foram revistas as convicções de Katsura sobre a paz na Ásia do Leste, que segundo ele formou o princípio fundamental da política externa do Japão e foi melhor realizado por um bom entendimento entre o Japão, Estados Unidos e Grã-Bretanha.

- A Segunda questão diz respeito às Filipinas. Nesta, Taft observou que era o objetivo do Japão reconhecer o domínio dos estadunidenses nas ilhas, fortalecer e melhorar as relações com os Estados Unidos; e alegou que o Japão não possuía desejo de estabelecer uma influência sobre as Filipinas.

- Finalmente, em relação a Coreia, Katsura observou que a colonização japonesa da Coreia foi de absoluta importância, pois ele considerava que esta região era a principal causadora da Guerra Russo-Japonesa. Katsura afirmou que uma solução global para a questão da Coreia seria um resultado lógico para a guerra. Katsura afirmou ainda que, se deixados sozinhos, a Coreia sem restrição alguma poderia entrar em acordo com as outras potências, que segundo ele era a principal preocupação. Portanto, Katsura afirmou que o Japão deve tomar medidas para impedir que a Coreia crie condições que forçaria o Japão lutar outra guerra com estrangeiros.

Por sua parte, Taft concordou em um estabelecimento japonês de um protetorado sobre a Coreia, que iria contribuir diretamente para a estabilidade na Ásia Oriental. Taft também expressou sua crença de que o presidente Theodore Roosevelt concordaria em suas opiniões a este respeito.

## Reação da Coreia
Alguns historiadores coreanos acreditam que o Acordo Taft–Katsura violou o Tratado Coreano-Estadunidense de Amizade e Comércio, assinado em Incheon em 22 de maio de 1882 pois a Dinastia Joseon considerou que o tratado constitui em um tratado de defesa mútua de fato, enquanto os estadunidenses não. A Dinastia Joseon, no entanto, terminou em 1897. Nos últimos anos, o memorando de Taft-Katsura é mais uma nota obscura na história, o acordo é atacado por alguns ativistas de esquerda coreanos como um exemplo de como os Estados Unidos não são confiáveis com uma relação conjunta com a Coreia e sobre as questões de soberania.